# Ernst Langendorf
Ernst Langendorf (geboren 15. Dezember 1907 in Rod an der Weil; gestorben 1989) (auch Ernest Langendorf) war ein deutscher Journalist.

## Leben
Ernst Langendorf war ein Sohn des Architekten Wilhelm Langendorf (1876–1960) und der Bertha Held (1878–1918). Er hatte fünf Geschwister. Langendorf absolvierte die Mittelschule und begann 1923 als Redaktionsvolontär bei der SPD-Zeitung Volksstimme in Frankfurt am Main, ab 1925 arbeitete er dort als Reporter und Redakteur. Er wurde 1925 Mitglied der Sozialistische Arbeiter-Jugend (SAJ) und des Reichsbanners und 1926 der SPD, in der er 1929 Mitglied des Vorstandes des Kreisvereins wurde. Langendorf wurde in der SAJ in den Reichsausschuss gewählt. Nebenher studierte er von 1929 bis 1932 an der Frankfurter Akademie der Arbeit und am Institut für Sozialforschung. 1932 ging er als Redakteur zum Hamburger Echo.
Als er Hitler 1933 in einem Artikel „Feigheit vor dem Feind im Ersten Weltkrieg“ unterstellte, wurde er von diesem erfolgreich verklagt und später von der SA angegriffen. Er emigrierte noch im gleichen Jahr nach Frankreich. Von Januar bis April 1938 war er leitender Redakteur des von Carl Spiecker gegründeten Senders der Deutschen Freiheitspartei, der von einem im Ärmelkanal kreuzenden Frachter aus ein gegen die Nazis gerichtetes deutschsprachiges Rundfunkprogramm sendete. Dieses wurde Karsamstag 1938 durch holländische Behörden im Hafen von Ijmuiden beendet, was zur Stilllegung des Schiffs und zur kurzzeitigen Verhaftung Langendorfs in Holland führte. Als freier Mann verließ er das Land und gelangte über Frankreich und Spanien in die USA.
Nach Kriegsende kehrte Langendorf als Angehöriger der US Army nach Deutschland zurück. Von 1945 bis 1948 war Langendorf Presseoffizier des Office of Military Government for Bavaria in München. In dieser Funktion war er an der Vergabe der ersten Zeitungslizenzen und damit maßgeblich an der Gründung und am Wiederaufbau der süddeutschen Presselandschaft – wie z. B. der Süddeutschen Zeitung oder der Abendzeitung – beteiligt.
Ab 1953 war er Pressechef bei Radio Free Europe in München.
Ein Teil seines Nachlasses befindet sich im Archiv des Instituts für Zeitgeschichte in München.
Ernst Langendorf war der Vater von Jean-Jacques Langendorf, einem Schweizer Historiker.

## Schriften
- In München fing's an, München 1985.
- (als Herausgeber) Ungarn unter Sowjetherrschaft, München, ca. 1957.
- (als Herausgeber) PresseClub München, München 1985.